# 吳穀
吳穀（1447年—？），字子玉，福建興化府莆田縣人，軍籍，明朝政治人物。同進士出身。

## 生平
早年出身平海衛學生，中式福建鄉試第六十四名舉人。成化十一年（1475年）乙未科會試第二百九十二名，殿試登進士第三甲第五十四名。成化十二年（1476年）官廣東潮陽縣知縣，任內修縣志。